# پانتلانفریت

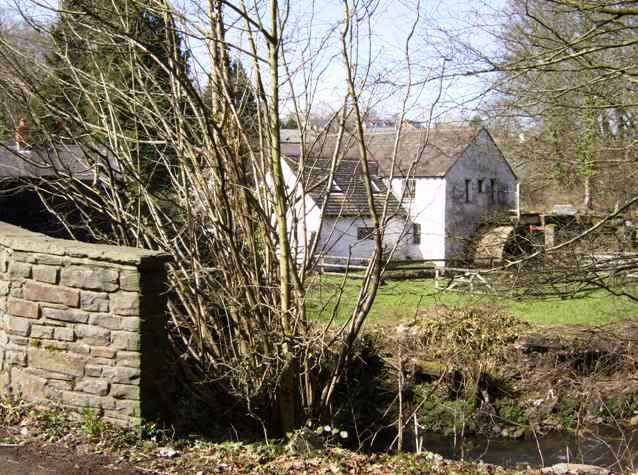
نمایی از روستای بزرگ پانتلانفریت در شهرستان مستقل کرفیلی، ولز - ۲۰۰۸

پانتلانفریت (ویلزی: Pontllan-fraith) روستای بزرگ واقع در دره سرهوی در شهرستان مستقل کرفیلی، ولز است. این شهر در نزدیکی شهر بلک‌وود قرار دارد و رودخانه سرهوی از بین هر دو محل عبور می‌کند.